# کرماک بالا
کرماک بالا، روستایی از توابع بخش عمارلو شهرستان رودبار در استان گیلان ایران است.

## جمعیت
این روستا در دهستان جیرنده قرار دارد و براساس سرشماری مرکز آمار ایران در سال ۱۳۸۵، جمعیت آن ۳۶ نفر (۷خانوار) بوده است. زبان مردم آن تاتی است.